# Свинина

Схема розбирання свинячої туші

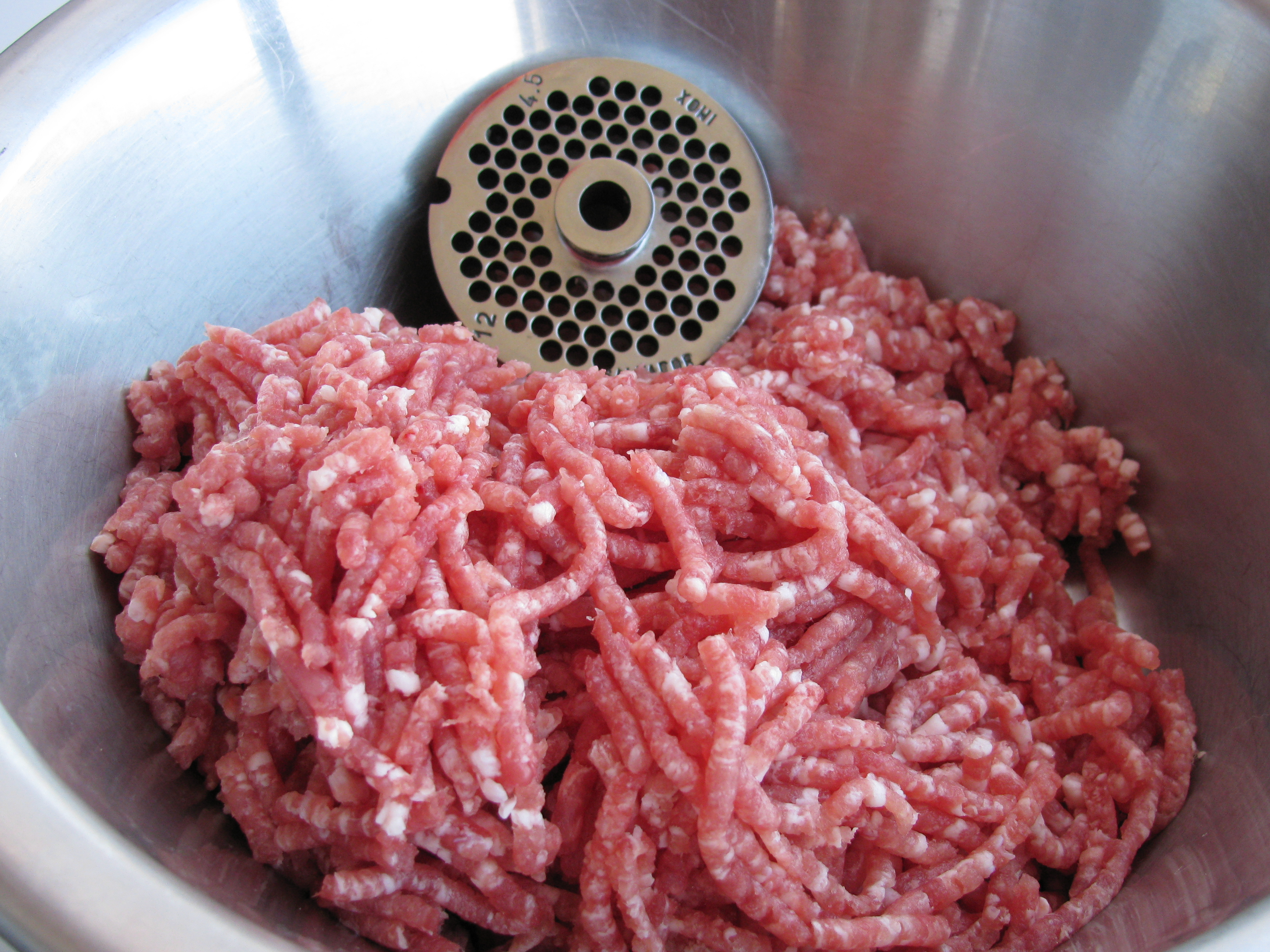
Свинина мелена

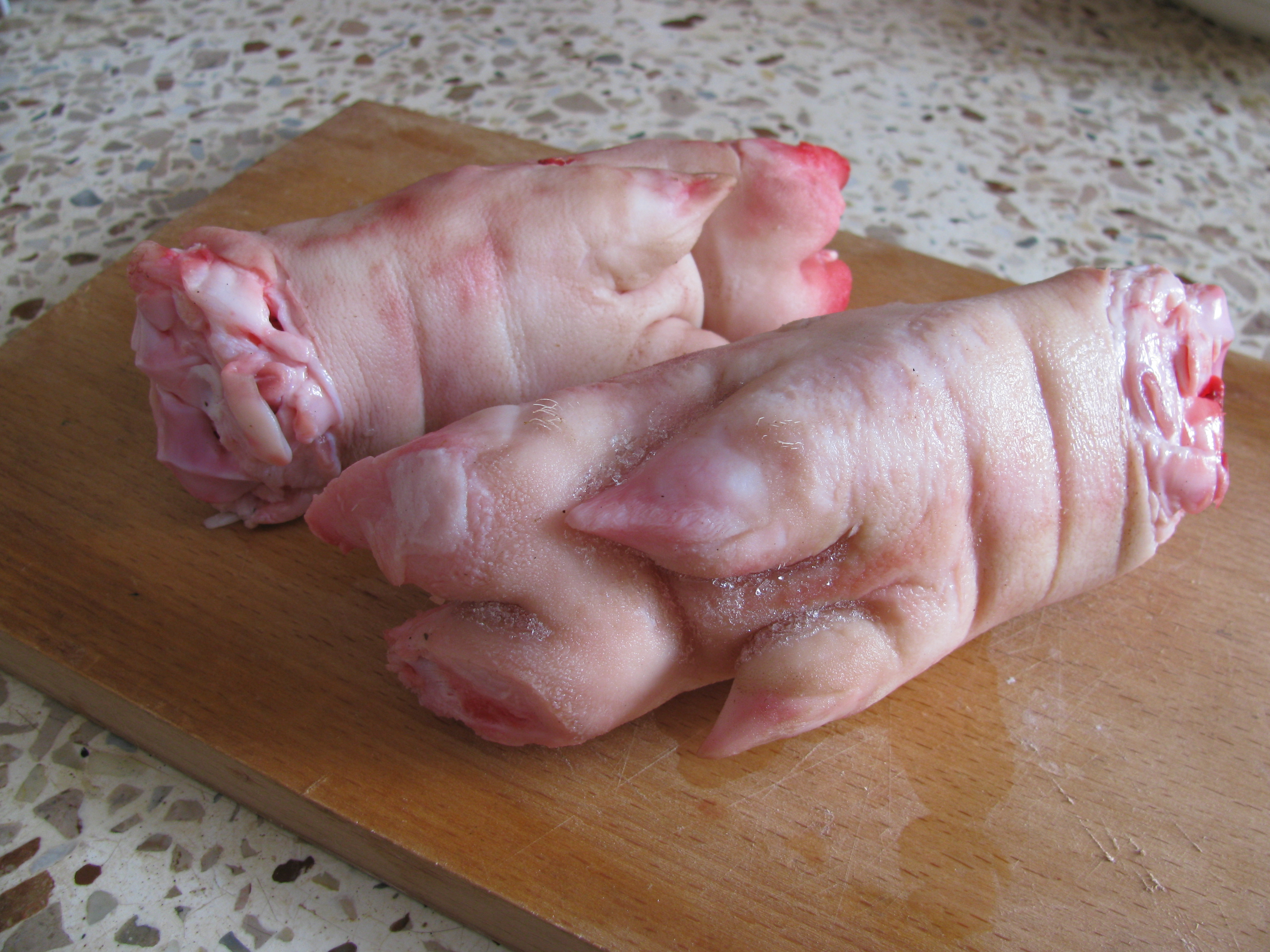
Свинячі ніжки

Свинина — м'ясо з розібраних туш свійських свиней, яке використовують для приготування їжі.

## Виробництво та споживання

### У світі
Найбільші споживачі свинини 2012 року за даними Міністерства сільського господарства США:
| № | Країна   | Обсяг, тис. тонн |
| - | -------- | ---------------- |
| 1 | Китай    | 53 802           |
| 2 | Євросоюз | 20 382           |
| 3 | США      | 8441             |
| 4 | Росія    | 3208             |
| 5 | Бразилія | 2670             |

Найбільші експортери свинини 2012 року за даними Міністерства сільського господарства США:
| № | Країна   | Обсяг, тис. тонн |
| - | -------- | ---------------- |
| 1 | США      | 2441             |
| 2 | Євросоюз | 2165             |
| 3 | Канада   | 1243             |
| 4 | Бразилія | 661              |
| 5 | Китай    | 235              |

Найбільші імпортери свинини в 2012 році за даними Міністерства сільського господарства США:
| № | Країна  | Обсяг, тис. тонн |
| - | ------- | ---------------- |
| 1 | Японія  | 1259             |
| 2 | Росія   | 1045             |
| 3 | Китай   | 730              |
| 4 | Мексика | 706              |
| 5 | Корея   | 502              |

### В Україні
2012 року обсяг імпорту свинини становив 289 тис. тонн; реалізації свиней на забій — 968,5 тис. тонн (у живій масі).

## Розбирання свинячої туші
Перед розбиранням свинини, її розрубують на півтуші. З півтуш відокремлюють вирізку. Передня четвертина півтуші складається з шиї, лопатки, спинно — реберної частини.
При розбиранні передньої частини туші розрубують на такі частини:
- лопаткову та шийні частини,
- грудинку,
- корейку.

Частина, що залишилася після відокремлення лопатки і шиї, називається коробкою. Щоб відокремити корейку, потрібно вздовж спинних і поперекових хребців з обох боків поперечних відростків прорізати м'якіть до основи ребра, вирубати хребет, перерубуючи його поперечні відростки і ребра біля основи спочатку з одного боку хребта, а потім з другого. Кожну половинку розрубують на дві частини — корейку і грудинку. Лінія розрізу проходить упоперек ребра паралельно хребту. Довжина ребер корейки не повинна бути більшою за 8 см. Зі свинної корейки відрізають шийну частину між четвертим і п'ятим ребрами.
Задню половину півтуші розділяють на окіст. Для цього кістки таза і крижові хрящі розпилюють або розрубують у поздовжньому напрямку. При розбиранні і обвалюванні свинини дістають лопатку, шию, корейку, грудинку, і тазостегнову частину. Кістки і сухожилки при обробці свинини І категорії становлять: м'ясної — 14 %, обрізної — 15,8 %, жирної — 12 %, втрати 0,8 %.